# Крмапет
Крмапет (арм. Քրմապետ) — сан верховного жреца в Древней Армении, ведавшего всей религиозной жизнью страны. 
Иногда этот сан цари Армении присваивали себе, как это сделал, например, Трдат I Аршакуни.
Последним крмапетом Армении был Ардзан, который был убит в 301 год н.э., во время принятия Великой Арменией христианства в качестве государственной религии.

## См.также
- Государственное устройство Древней Армении